# Crinó
Crinó (en llatí Crinon, en grec antic Κρίνων "Krínon") fou un militar macedoni, oficial de Filip V de Macedònia.
Es va unir a Lleonci i Megalees en la traïció al rei i va prendre part al tumult de Limnea, a Acarnània, contra Àrat de Sició, al que van assaltar i van amenaçar la seva vida, irritats per la victoriosa campanya de Filip a Etòlia a la que s'havien oposat. Per aquestos fets Crinó i Megalees van ser empresonats. Al judici es va decidir que podien sortir de la presó pagant una multa de 20 talents. Lleonci va garantir el pagament per Megalees però Crinó no va poder sortir, segons diu Polibi.